# Brug 307
Brug 307 is een metalen ophaalbrug in het zuidwesten van Amsterdam.
De voetgangers- en fietsersbrug is gelegen in het Jaagpad en overspant de scheidslijn tussen de Riekerhaven en Schinkel. Op nog geen 10 meter westelijk ligt de Uiverbrug (brug 2208), een "echte" verkeersbrug die sinds 2003 de Generaal Vetterstraat verbindt met de Valschermkade.
De uit 1949/1950 stammende brug 307 komt van de tekentafel van Piet Kramer werkend voor Dienst der Publieke Werken. Hij ontwierp slechts een paar ophaalbruggen, daarvan zijn er later enkele al weer gesloopt. De brug kent een relatieve grote constructie voor een brug die alleen dient voor voetgangers en fietsers. Kramers hand is terug te vinden in de bakstenen landhoofden, die zelf ook nog onderdoorvaarten (aanbruggen) hebben. Het metselwerk is daarbij uitgevoerd in de Amsterdamse-Schoolstijl. Bovendien heeft de brug (terug)wijkende siersmeedijzeren balustrades, die Kramer ook toepaste in een brug in het nabijgelegen Amsterdamse Bos. Beeldhouwwerken en brugwachtershuisje, ook een kenmerk van Kramer, zijn er niet te vinden. Wel zijn er voor de Kramer typische jaarstenen "Anno" en "1949", beide uitgehouwen uit het graniet. De brug is in opvallende kleuren beschilderd: oranje en blauw. Het geheel wordt gedragen door een houten paalfundering. Alhoewel er weinig scheepvaart is wordt de brug omringd door remmingswerken en hanepoten. Een bijzonderheid is dat op het noordelijk landhoofd een lantaarnpaal naar ontwerp van Friso Kramer, zoon van de ontwerper van de brug, te vinden is.
Tot 2016 stond de brug officieus bekend als de Riekerhavenbrug, vernoemd naar het water, dat op zich weer vernoemd was naar het toen nog niet verdwenen dorp Rijk. In april 2016 schrapte de gemeente alle officieuze benamingen voor bruggen, sindsdien gaat de brug anoniem door het leven (dat wil zeggen alleen met nummer).

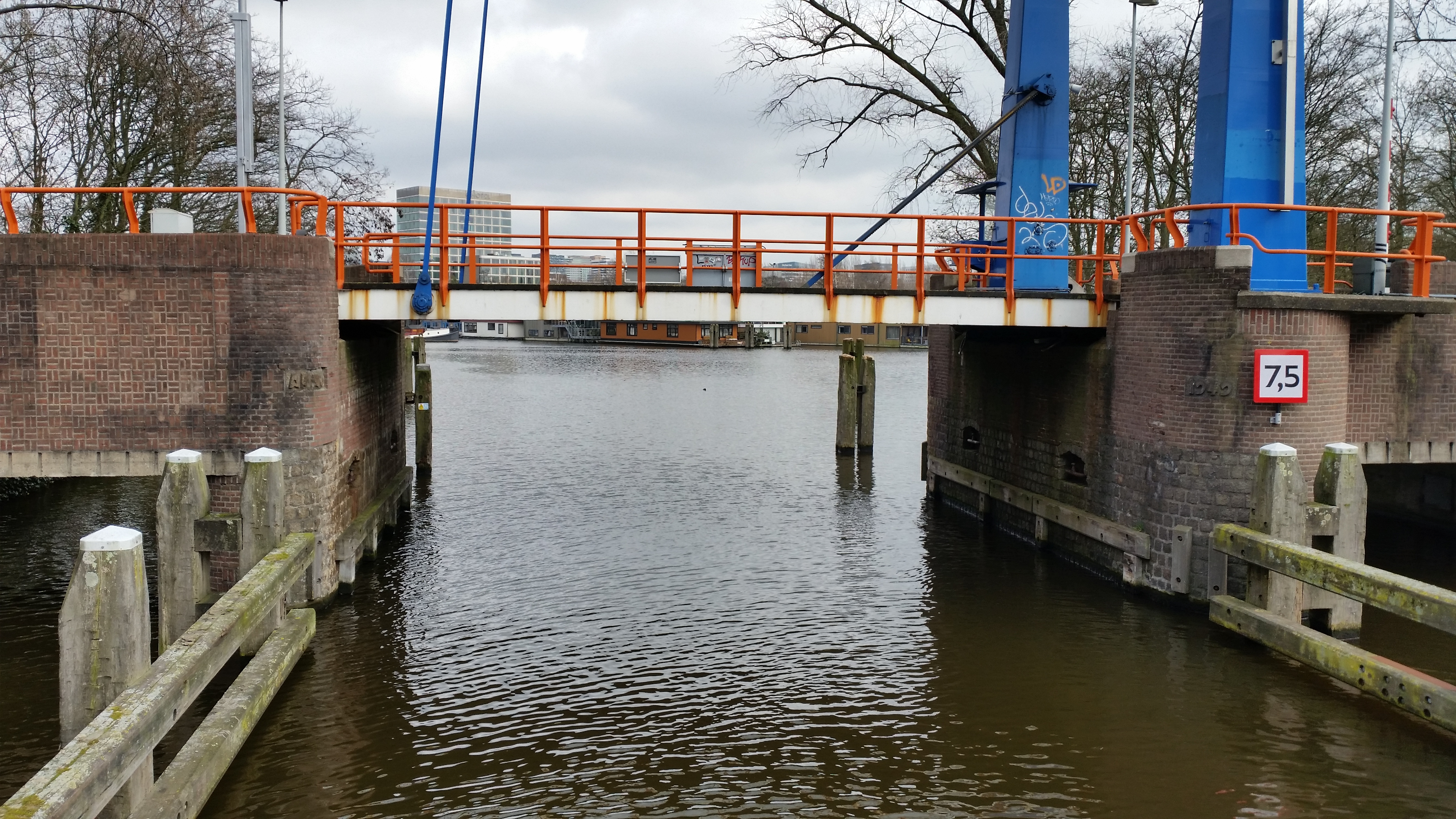
Zijaanzicht van het beweegbaar gedeelte (maart 2019)

<<< · 300 · 301 · 302 · 303 · 304 · 305 · 306 · 307 · 308 · 309 · 310 · 311 · 312 · 313 · 314 · 315 · 316 · 317 · 318 · 320 · 321 · 322 · 323 · 324 · 325 · 327 · 328 · 330 · 331 · 332 · 333 · 334 · 335 · 336 · 337 · 338 · 339 · 340 · 341 · 342 · 343 · 344 · 345 · 346 · 347 · 348 · 349 · 350 · 351 · 352 · 353 · 354 · 355 · 356 · 357 · 358 · 359 · 360 · 361 · 362 · 363 · 364 · 365 · 366 · 367 · 368 · 371 · 372 · 373 · 374 · 375 · 376 · 377 · 378 · 379 · 380 · 381 · 382 · 383 · 385 · 386 · 387 · 388 · 389 · 390 · 391 · 392 · 393 · 394 · 395 · 396 · 397 · 398 · 399 · >>>
Brugnummers 319, 326, 329 (tijdelijke duiker in de Ringspoordijk), 369, 370, 384 zijn niet (meer) vergeven.